# Llista de municipis d'Andalusia
Els municipis d'Andalusia s'estructuren en 8 províncies:
- Municipis d'Almeria
- Municipis de Cadis
- Municipis de Còrdova
- Municipis de Granada
- Municipis de Huelva
- Municipis de Jaén
- Municipis de Màlaga
- Municipis de Sevilla